# Charles Horan
Pour les articles homonymes, voir Horan.
Charles Horan (né le 6 avril 1886 à New York et mort le 11 janvier 1928 à Hollywood, Californie) est un réalisateur, scénariste et acteur américain.

## Biographie
Charles Horan fait ses études à Fordham, à Columbia et à Yale.

## Filmographie

### Comme acteur
- 1912 : The Star of Bethlehem (en) de Lawrence Marston : Melchior
- 1913 : The Blindness of Courage; or, Between Two Loves
- 1913 : A Business Woman : un officier
- 1914 : The Veteran's Sword de Carl Gregory : Wendell
- 1914 : The Decoy de Carl Gregory : John Henderson / M. Vincent
- 1914 : Professor Snaith de Carl Gregory : Tom, un athlàte
- 1914 : His Enemy de Carl Gregory : Farley, le policier
- 1914 : A Telephone Strategy de Carl Gregory : le père de Ralph
- 1914 : A Circus Romance de Carl Gregory : "Monsieur Loyal"
- 1914 : In Her Sleep de Carl Gregory
- 1914 : Lost: A Union Suit de Carroll Fleming
- 1914 : A Woman's Loyalty de Howell Hansel (it) : un docteur à Paris
- 1914 : From the Flames de Carroll Fleming
- 1914 : The Infant Heart Snatcher
- 1914 : Her Awakening de Carl Gregory
- 1914 : Too Much Turkey de Carl Gregory
- 1914 : The Tin Soldier and the Dolls : Gray, le père d'Helen
- 1914 : The Eugenic Boy: le lieutenant de police
- 1914 : Guilty or Not Guilty : le juge
- 1914 : The Golden Cross: Nicholas, le frère de Christine
- 1914 : The Dancer
- 1914 : The Success of Selfishness : Casey, un policier
- 1914 : An Elusive Diamond

### Comme scénariste
- 1915 : When a Woman Loves
- 1919 : Three Black Eyes
- 1920 : Man's Plaything
- 1921 : Love, Hate and a Woman
- 1922 : The Splendid Lie
- 1925 : North Star de Paul Powell
- 1926 : Atta Boy de Edward H. Griffith
- 1927 : Chasing Choo Choos
- 1927 : Flying Luck de Herman C. Raymaker
- 1927 : Spider Webs de Wilfred Noy
- 1927 : Horse Shoes de Clyde Bruckman
- 1927 : Play Safe de Joseph Henabery
- 1928 : A Perfect Gentleman de Clyde Bruckman

### Comme réalisateur
- 1915 : Her Reckoning
- 1916 : The Upheaval
- 1916 : The Quitter
- 1916 : The Blindness of Love
- 1916 : Rose of the Alley
- 1917 : Polly of the Circus
- 1919 : Three Black Eyes
- 1920 : Man's Plaything
- 1921 : You Find It Everywhere
- 1921 : Love, Hate and a Woman
- 1922 : The Splendid Lie
- 1923 : No Mother to Guide Her
- 1923 : Rodeuse d'amour (Does It Pay?)

## Théâtre
- 1925 : auteur de The Devil Within, mélodrame joué à l'Hudson Theater à New York